# Amphijubula microcaulis
Amphijubula microcaulis là một loài rêu tản trong họ Jubulaceae. Loài này được (Gola) R.M. Schust. miêu tả khoa học lần đầu tiên năm 1980.